# Драко Мелфој
Драко Луцијус Мелфој (енгл. Draco Lucius Malfoy) је лик у серији књига и филмова о Харију Потеру. Драко је највећи Харијев непријатељ и син је Нарцисе и Луцијуса Мелфоја који је био Смртождер. Као и већина ученика из породица мрачних чаробњака, у првој књизи бива распоређен у хогвортску кућу Слитерин. Он у 16. години живота постаје Смртождер. У шестој књизи, он открива собу по потреби, коју је Хари користио за часове ДА (Дамблдорове армије).
Драко је имао веома несрећно детињство, јер је био рођен у чистокрвној породици и одмалена је био васпитаван да мрзи чаробњаке нормалског порекла, као и нормалце. Иначе, он је веома осећајан, што показује у шестом делу књиге, где хоће да убије Дамблдора, како би спасао своју породицу од гнева Лорда Волдемора, али оно што је доказало да је његова душа ипак човечна, јесте то да се премишљао када је требало да убије Дамблдора. Такође, у филму, Хари Потер и Полукрвни Принц, Драку је жао што је помоћу огрлице (коју је купио код Борџина и Беркса, а коју је дао Мадам Розмери, која ју је предала Кејти Бел, како би је она доделила Дамблдору), повредио и нанео бол Кејти Бел. Такође је заплакао и када је видео мртву птицу, за чију смрт је он највећим делом био крив. У том периоду, док је планирао Дамблдорову смрт, Драко је био веома скрхан, несигуран, болестан и депресиван, јер је и поред свих његових увредљивих речи на рачун Дамблдора, он ипак имао мало поштовања према њему, а поготову јер није био спреман да убије. Северус Снејп га је заштитио и убио Дамблдора (по ранијем договору). 